# Пелози (Асти)
Пелози је насеље у Италији у округу Асти, региону Пијемонт.
Према процени из 2011. у насељу је живело 64 становника. Насеље се налази на надморској висини од 148 м.